# Pjätteryds landskommun
Pjätteryds landskommun var en tidigare kommun i Kronobergs län.

## Administrativ historik
Den 1 januari 1863 började kommunalförordningarna gälla och då inrättades cirka 2 500 kommuner (städer, köpingar och landskommuner), tillsammans täckande hela landets yta.
I Pjätteryds socken i Sunnerbo härad i Småland inrättades då denna kommun. Kommunreformen 1952 innebar att denna landskommun uppgick i Göteryds landskommun som sedan 1971 uppgick i Älmhults kommun.

## Politik

### Mandatfördelning i Pjätteryds landskommun 1938-1946
| 6 | 5 | 9 |

| 20 |

| 6 | 11 | 3 |

| 19 |

| 8 | 9 | 3 |

| 19 |